# Jan II. Žehrovský z Kolovrat
Jan II. Žehrovský z Kolovrat (řečený český Achilles, po 1434 asi Mšecké Žehrovice – 5. srpna 1473 Kolín) byl český šlechtic, rytíř, diplomat, válečník a státní úředník z rodu Žehrovských z Kolovrat. Působil na dvoře českého krále Jiřího z Poděbrad, známým se stal především pro svou účast v jednom z mírových poselstev krále Jiřího do západní Evropy v letech 1465–1467 a vítězstvími ve zde pořádaných rytířských turnajích. Posléze se stal vojenským hejtmanem Kolína. Zemřel na choleru po obléhání města roku 1473.

## Životopis

### Mládí
Pocházel z českého šlechtického rodu Žehrovských z Kolovrat, z kmenového rodu Kolovratů. Byl synem Mikuláše II. Žehrovského z Kolovrat a jeho manželky Anny, rozené Berkové z Dubé. Narodil se patrně v rodové tvrzi v Mšeckých Žehrovicích nedaleko Rakovníka, případně pak na jiném z rodinných statků. Rod v době pohusitského interregna podporoval českým sněmem zvoleného českého krále Jiřího z Poděbrad. Jan od mládí vynikal svou statnou postavou, silou a válečným uměním, které zdokonaloval v rámci rytířských turnajů.

### Poselstvo Jaroslava Lva z Rožmitálu

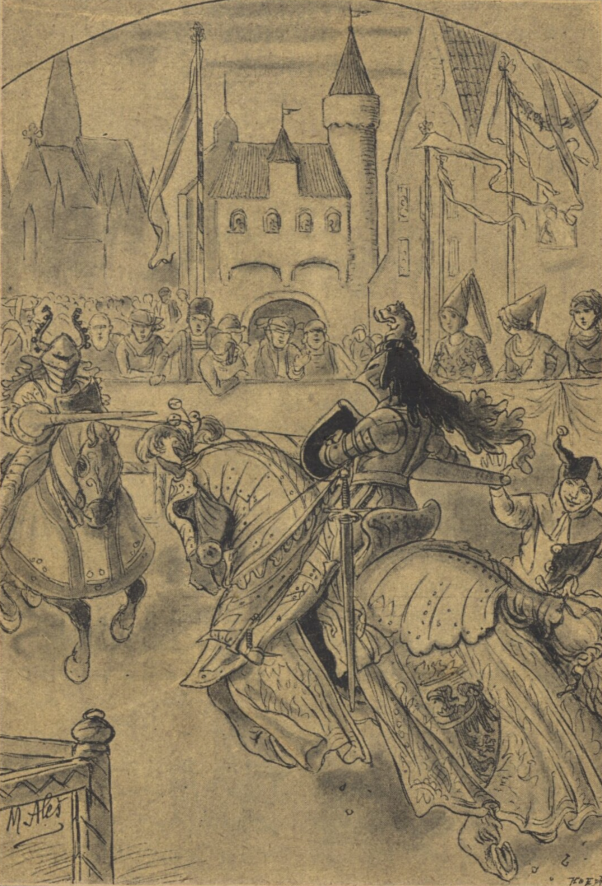
Mikoláš Aleš: Pan Kolovrat Žehrovský na turnaji (A. Jirásek: Z Čech až na konec světa, 1890)

Roku 1465 se zúčastnil diplomatické cesty vedené Jaroslavem Lvem z Rožmitálu, královým švagrem, do zemí západní Evropy. Poselstvo vyjelo z Prahy dne 26. listopadu 1465 a sestávalo ze čtyřiceti českých pánů a rytířů. Mezi nimi byli např. Bořita II. z Martinic, Frondar či Burian ze Švamberka. Prvního turnaje během cesty se s některými dalšími Čechy zúčastnil v lednu 1466 v Kolíně nad Rýnem, uspořádaný zde sídlícím kurfiřtem, kde se střetl s rytířem Frondarem. Poselstvo poté v Bruselu navštívilo burgundského vévodu Filipa III. Zde se Jan Žehrovský vyznamenal jakožto vítěz několika disciplín v rytířském turnaji. Spolu s Jaroslavem Lvem z Rožmitálu a Bořitou z Martinic pak, jako jedni z prvních Čechů, zde obdrželi Řád zlatého rouna.
Poté navštívili v Londýně krále Eduarda IV., ve Francii Ludvíka XI., v Kastilii Jindřicha IV. a aragonského krále Jana II., v Portugalsku Alfonse V., v Itálii milánského vévodu Galleazza Maria Sforzu, benátského dóžete Cristofora Mora a ve Štýrském Hradci císaře Fridricha III. Žehrovský se během cesty zúčastnil ještě několika klání. Poselstvo na své rok a půl trvající cestě doputovalo též do Santiaga de Compostela a také do vesnice Finisterre, tehdy považované za konec světa. Cestu ve svém deníku podrobně popsal člen družiny, Václav Šašek z Bířkova. Návrat poselstva zpět do Čech v roce 1467 byl poznamenán druhou husitskou válkou (1467–1471), kdy se Jednota Zelenohorská postavila proti králi Jiřímu a jeho stoupencům.

### V Kolíně
Po návratu byl jmenován královským zmocněncem a vojenským hejtmanem města Kolína. Po smrti krále Jiřího byl věrný královně-vdově Johaně z Rožmitálu. Úspěšně hájil Kolín při obléhání v letech 1472 až 1473, kdy město zůstalo nedobyto. Sám se však nakazil při epidemii cholery, která v obléhaném městě vypukla.

### Úmrtí

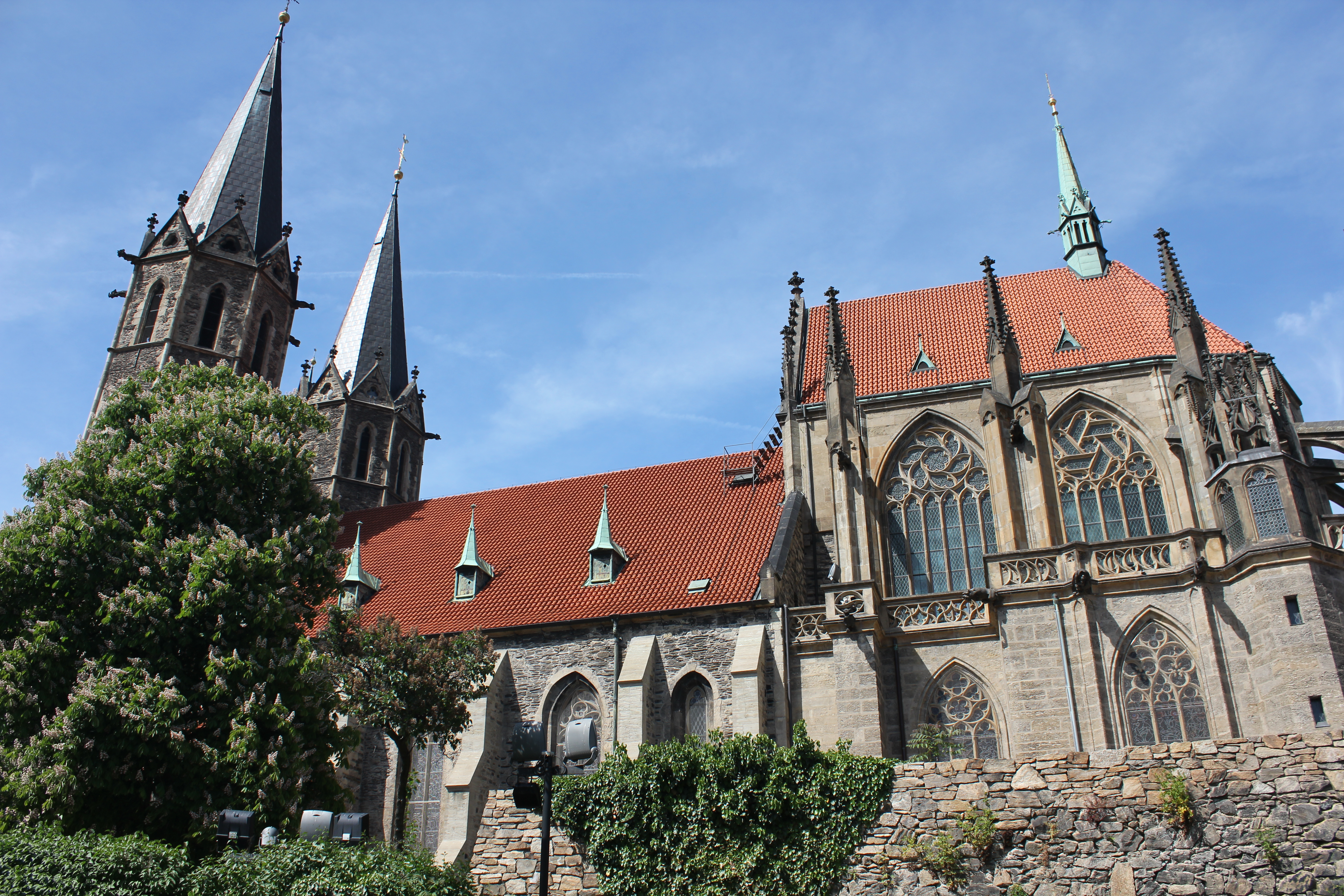
Kostel svatého Bartoloměje v Kolíně

Jan II. Žehrovský z Kolovrat zemřel ve čtvrtek 5. srpna 1473 následkem onemocnění cholerou, patrně ve věku 35 až čtyřiceti let. Pohřben byl ve Sladovnické kapli kostela svatého Bartoloměje v Kolíně. Jeho hrob zdobí tesaný gotický náhrobek s latinským nápisem. Ten byl znovuobjeven roku 1845 při zdejším archeologickém výzkumu Ferdinanda Břetislava Mikovce.

### V umění
Jan II. Žehrovský figuruje jako jedna z postav díla Aloise Jiráska Z Čech až na konec světa, která je upraveným přepisem díla Václava Šaška z Bířkova.